# Franco Arcalli
Franco Arcalli, detto Kim (Roma, 13 marzo 1929 – Roma, 24 febbraio 1978), è stato uno sceneggiatore, attore e montatore italiano.
Il suo stile di montaggio è caratterizzato da tagli secchi e sfasamenti temporali.

## Biografia

### Le origini
Nasce a Roma da una famiglia veneziana. Il cognome di suo padre era Orcalli, ma Franco viene registrato come Arcalli per un errore dell'ufficiale dell'anagrafe, che non verrà mai corretto. A cinque anni si sposta a Venezia dopo la prematura scomparsa del padre, ucciso dai fascisti, e collabora con i partigiani. Si sposa giovanissimo e nel 1952 nasce il suo unico figlio, Massimo.

### Gli esordi
Entra nel mondo del cinema nel 1954 come attore, interpretando una piccola parte in Senso di Luchino Visconti. Recita in altri due film, quindi intraprende la carriera di sceneggiatore e montatore grazie a Tinto Brass, con il quale collabora a un film di montaggio, Ça ira, il fiume della rivolta, che verrà proiettato alla Biennale di Venezia solo nel 1962 come opera prima di Brass. Il secondo lavoro con Tinto Brass è Chi lavora è perduto (In capo al mondo), in cui oltre a collaborare alla sceneggiatura, Arcalli interpreta un ex-partigiano che porta il suo stesso nome (Kim).

### I lavori con Giulio Questi
Da questa fortunata esperienza viene notato dal produttore Moris Ergas, che lo invita a tornare a Roma e a lavorare stabilmente per la sua casa di produzione (la Zebra Film), per la quale Arcalli monta, tra gli altri, Le soldatesse di Valerio Zurlini, e l'episodio Il passo girato da Giulio Questi per il film Amori pericolosi. Tra Kim e Giulio Questi nasce una profonda amicizia (verranno soprannominati da Enrico Ghezzi Jules e Kim, riecheggiando Jules e Jim di François Truffaut) che darà vita a un cinema particolare, abbastanza isolato dal contesto della produzione dell'epoca, poco riconosciuto dalla critica e poco sostenuto dalla distribuzione. Tutti i successivi film di Questi saranno montati e sceneggiati da Arcalli: Se sei vivo spara, La morte ha fatto l'uovo e Arcana.

### Il successo
Dopo il fallimento finanziario di Ergas, Kim lavora all'Italnoleggio Cinematografico, dove monta un secondo film per Zurlini (Seduto alla sua destra) e alcune commedie all'italiana.
È con il passaggio alla Euro International Film di Marina Cicogna che Arcalli si afferma come montatore "creativo", anziché come semplice tecnico. Significativi sono i suoi interventi su Metti, una sera a cena: nato come lavoro teatrale, rischiava di diventare noioso se montato in maniera lineare. Nelle mani di Arcalli il film acquisisce elementi di interesse proprio grazie alla successione delle sequenze, spesso giocate in rapporto alla musica o in rapporto ai contrasti tra un'inquadratura e l'altra.
Pur lavorando alle dipendenze della Euro International Film, Arcalli riesce ad avere potere di scelta sui film da montare: si lega pertanto ad autori come il padovano Salvatore Samperi e a figure prestigiose come Michelangelo Antonioni, Giuseppe Patroni Griffi, Eriprando Visconti. Curiosamente, non è lui a scegliere di lavorare per Bernardo Bertolucci, ma è quasi un'imposizione della casa di produzione, nella persona di Giovanni Bertolucci, cugino del regista. Il lavoro fatto per Il conformista sarà una vera e propria riscrittura del film alla moviola, in cui Kim "spezza" i lunghi piani-sequenza creati da Bertolucci e ne frammenta la struttura narrativa. Dagli inevitabili scontri dialettici sorti tra i due, nasce un grande sodalizio professionale che continua con i successivi Ultimo tango a Parigi e Novecento, ai quali Arcalli collabora anche come sceneggiatore, così come La luna, uscito postumo e pertanto solo sceneggiato, ma montato da Gabriella Cristiani, giovane montatrice da lui stesso tenuta a battesimo.
La sua collaborazione anche con Michelangelo Antonioni, in Zabriskie Point e Professione: reporter fa di Franco Arcalli il montatore più ricercato dai produttori italiani di un certo cinema "d'autore" di quegli anni. Notevole in questo senso è il suo apporto a Il portiere di notte di Liliana Cavani, film intessuto di richiami, flashback e sfasature temporali, ai quali il linguaggio di Arcalli impone un suo inimitabile ritmo.

### Gli ultimi lavori
L'insorgere di una grave malattia non gli impedisce di continuare a lavorare, talora in maniera febbrile, per portare a termine i progetti nei quali è coinvolto. In Il deserto dei Tartari dovrà farsi affiancare da Raimondo Crociani, ma continua intanto a lavorare alla sceneggiatura di C'era una volta in America, capolavoro di Sergio Leone, e de La luna, nei cui titoli di testa Bertolucci inserirà una significativa dedica.
Il decesso avviene forse nel momento del suo massimo splendore, lasciando molti progetti non realizzati, il più famoso dei quali è il montaggio di Apocalypse Now, che nelle sue mani sarebbe probabilmente diventato un film completamente diverso.
Franco Arcalli morì di cancro, a Roma il 24 febbraio 1978, a soli 48 anni.

## Filmografia

### Montatore
- Il passo, episodio di Amori pericolosi, regia di Giulio Questi (1964)
- Le soldatesse, regia di Valerio Zurlini (1965)
- Se sei vivo spara, regia di Giulio Questi (1967)
- Riusciranno i nostri eroi a ritrovare l'amico misteriosamente scomparso in Africa?, regia di Ettore Scola (1968)
- La morte ha fatto l'uovo, regia di Giulio Questi (1968)
- Seduto alla sua destra, regia di Valerio Zurlini (1968)
- Tenderly, regia di Franco Brusati (1968)
- William Wilson, episodio di Tre passi nel delirio, regia di Louis Malle (1968)
- Colpo rovente, regia di Piero Zuffi (1969)
- Metti, una sera a cena, regia di Giuseppe Patroni Griffi (1969)
- Uccidete il vitello grasso e arrostitelo, regia di Salvatore Samperi (1970)
- Cuori solitari, regia di Franco Giraldi (1970)
- Zabriskie Point, regia di Michelangelo Antonioni (1970)
- Il conformista, regia di Bernardo Bertolucci (1970)
- Fermate il mondo... voglio scendere!, regia di Giancarlo Cobelli (1970)
- Michele Strogoff, corriere dello zar, regia di Eriprando Visconti (1970)
- Il sasso in bocca, regia di Giuseppe Ferrara (1970)
- Veruschka, poesia di una donna, regia di Franco Rubartelli (1970)
- Un'anguilla da 300 milioni, regia di Salvatore Samperi (1971)
- Maddalena, regia di Jerzy Kawalerowicz (1971)
- Addio fratello crudele, regia di Giuseppe Patroni Griffi (1971)
- Incontro, regia di Piero Schivazappa (1971)
- Rapporto a tre (Come Together), regia di Saul Swimmer (1971)
- Senza famiglia, nullatenenti cercano affetto, regia di Vittorio Gassman (1972)
- D'amore si muore, regia di Carlo Carunchio (1972)
- Arcana, regia di Giulio Questi (1972)
- Nel nome del padre, regia di Marco Bellocchio (1972)
- Ultimo tango a Parigi, regia di Bernardo Bertolucci (1972)
- Il caso Pisciotta, regia di Eriprando Visconti (1972)
- Chung Kuo, Cina, regia di Michelangelo Antonioni (1972)
- La cosa buffa, regia di Aldo Lado (1972)
- Beati i ricchi, regia di Salvatore Samperi (1972)
- Fiorina la vacca, regia di Vittorio De Sisti (1972) (supervisione al montaggio)
- Una breve vacanza, regia di Vittorio De Sica (1973)
- Simona, regia di Patrick Longschamps (1974)
- Milarepa, regia di Liliana Cavani (1974)
- Il viaggio, regia di Vittorio De Sica (1974)
- Identikit, regia di Giuseppe Patroni Griffi (1974)
- Il portiere di notte, regia di Liliana Cavani (1974)
- Fascista, regia di Domenico Naldini - documentario (1974)
- Professione: reporter, regia di Michelangelo Antonioni (1975)
- La orca, regia di Eriprando Visconti (1976)
- Novecento, regia di Bernardo Bertolucci (1976)
- Movie Rush - La febbre del cinema, regia di Ottavio Fabbri (1976)
- Il deserto dei Tartari, regia di Valerio Zurlini (1976)
- Una spirale di nebbia, regia di Eriprando Visconti (1977)
- Oedipus orca, regia di Eriprando Visconti (1977)
- Berlinguer ti voglio bene, regia di Giuseppe Bertolucci (1977) (supervisione al montaggio)
- Al di là del bene e del male, regia di Liliana Cavani (1977)

### Sceneggiatore
- Chi lavora è perduto (In capo al mondo), regia di Tinto Brass (1963) (anche assistente regista)
- Se sei vivo spara, regia di Giulio Questi (1967)
- La morte ha fatto l'uovo, regia di Giulio Questi (1968)
- Arcana, regia di Giulio Questi (1972)
- Ultimo tango a Parigi, regia di Bernardo Bertolucci (1972) (anche assistente regista)
- Novecento, regia di Bernardo Bertolucci (1976)
- Al di là del bene e del male, regia di Liliana Cavani (1977)
- La luna, regia di Bernardo Bertolucci (1979)
- C'era una volta in America, regia di Sergio Leone (1984)

### Attore
- Senso, regia di Luchino Visconti (1954) (non accreditato)
- Mambo, regia di Robert Rossen (1954) (non accreditato)
- Chi lavora è perduto (In capo al mondo), regia di Tinto Brass (1963)
- Tre passi nel delirio, regia di Federico Fellini, Louis Malle e Roger Vadim (1968) (non accreditato)